# 茂原セントラルモール
茂原セントラルモール（もばらセントラルモール）は千葉県茂原市にある、ハヤシ (茂原市の企業) が運営するショッピングセンターである。

## 概要
2007年（平成19年）2月に、茂原市公設卸売市場跡地にハヤシが市に賃貸借契約を結びオープンした。

## 店舗
- ケーズデンキ茂原本店
- スポーツデポ
- ゴルフ5
- カワチ薬品
- AOKI
- ゲオ
- カラオケレインボー
- すし銚子丸
- デニーズ (日本)
- 買取センターG・P
- ふるさと市場